# Ray of Light
Ray of Light ist das siebte Studioalbum der US-amerikanischen Sängerin Madonna. Es erschien erstmals am 22. Februar 1998 bei Maverick Records, avancierte zum weltweiten Nummer-eins-Erfolg und Millionenseller.

## Hintergrund
Nachdem sich Madonna die Jahre zuvor mit eher ruhigeren, balladesken Alben (Bedtime Stories, Something to Remember) bemerkbar gemacht hatte, sollte dieses Album eine komplette Wende in ihrer Karriere bedeuten. Ihre Stimme hatte durch die Arbeit an dem Musicalfilm Evita an Stärke gewonnen, und auch persönlich hatte sie eine Wandlung durchlebt: Sie war mit ihrer Tochter Lourdes das erste Mal Mutter geworden und hatte sich der Kabbalah zugewandt, was sie in ihre Texte einfließen ließ: Die waren durchweg geprägt von ihrer neuen Rolle als Mutter (u. a. Little Star, Drowned World/Substitute for Love und Ray of Light) und fernöstlichen, spirituellen Einflüssen mit Themen wie Tod und Wiedergeburt (u. a. Swim, Sky Fits Heaven, Skin und dem in Sanskrit gesungenen Hindu-Gebet Shanti/Ashtangi). Die orientalischen Einflüsse beschränkten sich allerdings nicht auf die Texte, sondern spiegelten sich auch in der musikalischen Untermalung wider; Beispiele hierfür sind die Single-Auskopplungen Frozen und Nothing Really Matters. Das Album endet unerwartet nihilistisch mit dem düsteren Ambient-Track Mer Girl, einem surrealen Gedicht über den Tod von Madonnas Mutter; eine Antithese zum restlichen Ton der Platte.
Unter Mitwirkung der Hauptproduzenten Patrick Leonard und William Orbit entstand ein Album zwischen experimenteller Tanzmusik, Ambient und Electronica, das auch zwei Trance-/Technostücke (Skin, Sky Fits Heaven) enthält, die sich an der europäischen Clubszene orientierten. Das Album verkaufte sich über 20 Millionen Mal und die ausgekoppelten Singles konnten sich erfolgreich in den Charts platzieren. Das Video zu Frozen löste 1998 einen neuen Modetrend aus: Henna-Tätowierungen und Ethno. Mit dem Video für die letzte Single-Auskopplung Nothing Really Matters wollte sich Madonna für die geplante Verfilmung von Die Geisha in Erinnerung bringen, allerdings wurde die Verfilmung verworfen und erst 2005 mit Zhang Ziyi realisiert. Als letzte Singleveröffentlichung war Skin vorgesehen. Stattdessen wurde mit Beautiful Stranger (aus dem zweiten Austin-Powers-Soundtrack) ein neuer Song veröffentlicht. 2001 warb der Song Ray of Light als offizieller Werbesong für das Betriebssystem Windows XP von Microsoft. 2006 wurde das Album als eines der „Capital Gold’s All-Time Top 500“ der britischen Charts ausgezeichnet.

## Titelliste
1. Drowned World / Substitute for Love (Collins, Kerr, Madonna, McKuen, Orbit) – 5:09
2. Swim (Madonna, Orbit) – 5:00
3. Ray of Light (Curtiss, Leach, Madonna, Maldoon, Orbit) – 5:21
4. Candy Perfume Girl (Madonna, Melvoin, Orbit) – 4:34
5. Skin (Leonard, Madonna) – 6:22
6. Nothing Really Matters (Leonard, Madonna) – 4:27
7. Sky Fits Heaven (Leonard, Madonna) – 4:48
8. Shanti / Ashtangi (Madonna, Orbit) – 4:29
9. Frozen (Leonard, Madonna) – 6:12
10. The Power of Good-Bye (Madonna, Nowels) – 4:10
11. To Have and Not to Hold (Madonna, Nowels) – 5:23
12. Little Star (Madonna, Nowels) – 5:18
13. Mer Girl (Madonna, Orbit) – 5:32

Has to Be [Japanischer Bonustrack] (Madonna, Orbit, Leonard) – 5:16

## Singleauskopplungen
| Jahr | Titel                             | Höchstplatzierung, Gesamtwochen, AuszeichnungChartplatzierungen (Jahr, Titel, , Platzierungen, Wochen, Auszeichnungen, Anmerkungen) | Höchstplatzierung, Gesamtwochen, AuszeichnungChartplatzierungen (Jahr, Titel, , Platzierungen, Wochen, Auszeichnungen, Anmerkungen) | Höchstplatzierung, Gesamtwochen, AuszeichnungChartplatzierungen (Jahr, Titel, , Platzierungen, Wochen, Auszeichnungen, Anmerkungen) | Höchstplatzierung, Gesamtwochen, AuszeichnungChartplatzierungen (Jahr, Titel, , Platzierungen, Wochen, Auszeichnungen, Anmerkungen) | Höchstplatzierung, Gesamtwochen, AuszeichnungChartplatzierungen (Jahr, Titel, , Platzierungen, Wochen, Auszeichnungen, Anmerkungen) | Anmerkungen                                                  |
| Jahr | Titel                             | DE | AT | CH | UK | US | Anmerkungen                                                  |
| ---- | --------------------------------- | --- | --- | --- | --- | --- | ------------------------------------------------------------ |
| 1998 | Frozen                            | DE2 (19 Wo.)DE | AT2 (14 Wo.)AT | CH2 (24 Wo.)CH | UK1 (13 Wo.)UK | US2 (20 Wo.)US | Erstveröffentlichung: 23. Februar 1998 Verkäufe: + 2.072.200 |
| 1998 | Ray of Light                      | DE28 (9 Wo.)DE | AT31 (6 Wo.)AT | CH32 (11 Wo.)CH | UK2 (18 Wo.)UK | US5 (20 Wo.)US | Erstveröffentlichung: 6. Mai 1998 Verkäufe: + 935.000        |
| 1998 | Drowned World/Substitute for Love | DE39 (9 Wo.)DE | AT34 (1 Wo.)AT | CH31 (5 Wo.)CH | UK10 (9 Wo.)UK | — | Erstveröffentlichung: 24. August 1998                        |
| 1998 | The Power of Good-Bye             | DE4 (14 Wo.)DE | AT4 (12 Wo.)AT | CH8 (16 Wo.)CH | UK6 (13 Wo.)UK | US11 (19 Wo.)US | Erstveröffentlichung: 22. September 1998 Verkäufe: + 490.000 |
| 1999 | Nothing Really Matters            | DE38 (9 Wo.)DE | AT29 (5 Wo.)AT | CH26 (5 Wo.)CH | UK7 (12 Wo.)UK | US93 (2 Wo.)US | Erstveröffentlichung: 2. März 1999 Verkäufe: + 200.000       |

## Rezeption
Ray of Light wurde von Kritikern als bisher bestes Madonna-Album neben Like a Prayer gefeiert und wird seitdem regelmäßig auf den Listen von Musikzeitschriften zu den besten Alben gezählt.
Es gewann unter anderem die Grammys für das beste Popalbum und das beste Dance-Album 1999 – außerdem für das beste Dance-Video Ray of Light.

## Kommerzieller Erfolg

### Chartplatzierungen
| ChartsChartplatzierungen       | Höchstplatzierung | Wochen |
| ------------------------------ | ----------------- | ------ |
| Deutschland (GfK)              | 1 (83 Wo.)        | 83     |
| Österreich (Ö3)                | 2 (42 Wo.)        | 42     |
| Schweiz (IFPI)>                | 1 (57 Wo.)        | 57     |
| Vereinigte Staaten (Billboard) | 2 (78 Wo.)        | 78     |
| Vereinigtes Königreich (OCC)   | 1 (138 Wo.)       | 138    |

| ChartsJahrescharts (1998)    | Platzierung |
| ---------------------------- | ----------- |
| Deutschland (GfK)            | 4           |
| Österreich (Ö3)              | 7           |
| Schweiz (IFPI)               | 4           |
| Vereinigtes Königreich (OCC) | 7           |

| ChartsJahrescharts (1999)    | Platzierung |
| ---------------------------- | ----------- |
| Deutschland (GfK)            | 14          |
| Österreich (Ö3)              | 21          |
| Vereinigtes Königreich (OCC) | 29          |

### Auszeichnungen für Musikverkäufe
Ray of Light erhielt weltweit 74 Platin-Schallplatten für über 12,4 Millionen verkaufte Einheiten. Quellen zufolge soll es sich über 20 Millionen Mal verkauft haben, womit es zu den weltweit meistverkauften Musikalben gehört. Es ist neben The Immaculate Collection (1990, 31 Millionen), True Blue (1986, 25 Millionen) und Like a Virgin (1984, 21 Millionen) Madonnas viertes Album, dass sich über 20 Millionen Mal verkaufte. In Deutschland ist es mit über 1,5 Millionen verkaufte Einheiten ihre meistverkaufte Veröffentlichung und eines der meistverkauften Musikalben des Landes.
Mit 371.000 verkauften Einheiten in den Vereinigten Staaten stellte Madonna einen neuen Verkaufsrekord auf – kein Album einer Künstlerin hat sich bis zu diesem Zeitpunkt in seiner Veröffentlichungswoche häufiger verkauft.
| Land/Region                  | Auszeichnungen für Musikverkäufe (Land/Region, Auszeichnung, Verkäufe) | Verkäufe    |
| ---------------------------- | ---------------------------------------------------------------------- | ----------- |
| Argentinien (CAPIF)          | 3× Platin                                                              | 180.000     |
| Australien (ARIA)            | 3× Platin                                                              | 210.000     |
| Belgien (BRMA)               | Platin                                                                 | (50.000)    |
| Brasilien (PMB)              | Platin                                                                 | 250.000     |
| Dänemark (IFPI)              | 5× Platin                                                              | (200.000)   |
| Deutschland (BVMI)           | 3× Platin                                                              | (1.500.000) |
| Europa (IFPI)                | 7× Platin                                                              | 7.000.000   |
| Finnland (IFPI)              | Platin                                                                 | (50.604)    |
| Frankreich (SNEP)            | 3× Platin                                                              | (900.000)   |
| Hongkong (IFPI/HKRIA)        | Platin                                                                 | 20.000      |
| Italien (FIMI)               | 5× Platin                                                              | (500.000)   |
| Japan (RIAJ)                 | 2× Platin                                                              | 400.000     |
| Kanada (MC)                  | 7× Platin                                                              | 700.000     |
| Mexiko (AMPROFON)            | Platin                                                                 | 250.000     |
| Neuseeland (RMNZ)            | 2× Platin                                                              | 30.000      |
| Niederlande (NVPI)           | 3× Platin                                                              | (300.000)   |
| Norwegen (IFPI)              | 2× Platin                                                              | (100.000)   |
| Österreich (IFPI)            | 2× Platin                                                              | (100.000)   |
| Polen (ZPAV)                 | 2× Platin                                                              | (200.000)   |
| Schweden (IFPI)              | 3× Platin                                                              | (240.000)   |
| Schweiz (IFPI)               | 3× Platin                                                              | (150.000)   |
| Singapur (RIAS)              | Platin                                                                 | 15.000      |
| Spanien (Promusicae)         | 3× Platin                                                              | (300.000)   |
| Vereinigte Staaten (RIAA)    | 4× Platin                                                              | 4.000.000   |
| Vereinigtes Königreich (BPI) | 6× Platin                                                              | (1.800.000) |
| Insgesamt                    | 74× Platin ·                                                           | 12.455.000  |

Hauptartikel: Madonna (Künstlerin)/Auszeichnungen für Musikverkäufe